# Liudmila Gudz
Liudmila Gudz (rus: Людмила Гудзь)  (Skvira, 10 de setembre de 1969) és una exjugadora d'handbol russa que va competir durant les dècades de 1980 i 1990.
El 1992 va prendre part en els Jocs Olímpics de Barcelona, on guanyà la medalla de bronze en la competició d'handbol.